# Farzona
 (décembre 2023).
Inoyat Hojieva (née le 3 novembre 1964 à Khodjent), plus connue sous son nom de plume Farzona, est une poète tadjike.

## Biographie
Dans ses poèmes, Farzona parle de l'unité des pays s'exprimant en persan. Elle dit s'inspirer des poètes Ferdowsi et Djalâl ad-Dîn Rûmî et écrit des poèmes en persan inspirés par la littérature de son peuple et souvent humoristiques.

## Prix et distinctions
- 2019 : Lifetime achievement award, Journalists Poetry Book of the Year Award, Téhéran[1]